# Francisco Montes
Sotero Francisco Montes Varela, né le 22 avril 1943 dans l'état de Zacatecas au Mexique, est un joueur de football international mexicain, qui évoluait au poste de défenseur.

## Biographie

### Carrière en sélection
Avec l'équipe du Mexique, il joue 15 matchs, sans inscrire de but, entre 1970 et 1971. 
Il figure dans le groupe des sélectionnés lors de la Coupe du monde de 1970. Lors du mondial organisé dans son pays natal, il ne joue aucun match.

## Palmarès
Veracruz
- Coupe du Mexique :
  - Finaliste : 1967-68.